# 별빛중학교
별빛중학교(별빛中學校)는 대한민국 경상북도 영천시 고경면 해선리에 있는 공립 중학교이다.

## 학교 연혁
- 2013년 1월 31일 : 중앙 투·융자 심사 결과 통폐합 ‘적정’ 통보, 공립 가칭 ‘영천별빛중학교’ 설립 인가(7학급 150명, 남녀공학)
- 2015년 1월 5일 : 신축공사 착공
- 2015년 7월 10일 : 교명 선정 ‘별빛중학교’
- 2015년 12월 31일 : 경상북도립 학교 설치 조례 통과
- 2016년 3월 1일 : 초대 이원락 교장 취임
- 2016년 3월 1일 : 고경중(14명), 임고중(27명), 영창중(7명), 자천중(8명) 2, 3학년통합(총 56명)
- 2016년 7월 14일 : 개교식
- 2017년 2월 9일 : 제1회 졸업식(29명)
- 2022년 9월 1일 : 제4대 이재국 교장 취임
- 2023년 1월 3일 : 제7회 졸업식(통합49회) 남 18명, 여 22명 계 40명
- 2024년 3월 4일 : 입학식(21명)

## 참고 자료
- 별빛중학교 - 한국교육학술정보원 학교알리미